# (7613) ʻAkikiki
(7613) ʻAkikiki est un astéroïde de la ceinture principale.

## Description
(7613) ʻAkikiki est un astéroïde de la ceinture principale. Il fut découvert le 16 février 1996 à Haleakala par le programme NEAT. Il présente une orbite caractérisée par un demi-grand axe de 3,24 UA, une excentricité de 0,13 et une inclinaison de 2,1° par rapport à l'écliptique.
Il est nommé d'après le ʻakikiki (en), oiseau d'Hawaï classé espèce en danger critique d'extinction.

## Compléments